# Полюс недосяжності

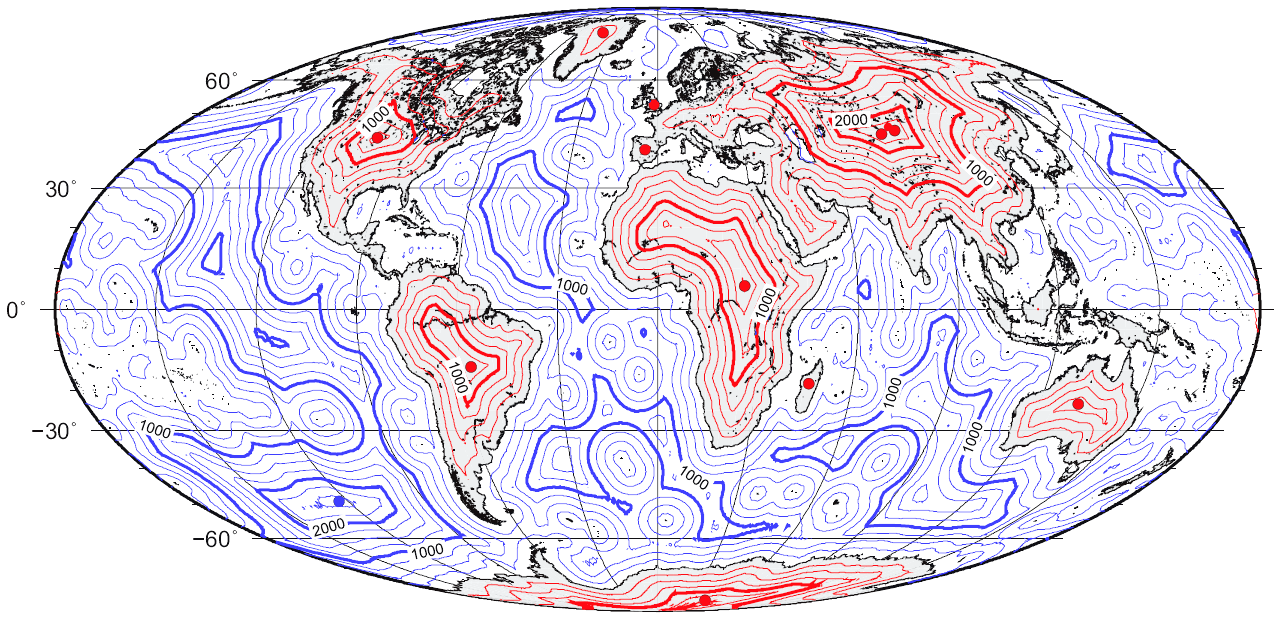
Карта відстаней до найближчого узбережжя (включаючи океанічні острови, але за виключенням озер). Червоні точки позначають полюси недосяжності найбільших частин суходолу, Великої Британії, Піренейського півострова, Ґренландії та Мадагаскару. Відстань між тонкими ізолініями — 250 км, між товстими — 1000 км.

Полюс відносної недосяжності — географічна точка, яку найскладніше досягти через її розташування та віддаленість від існуючих транспортних шляхів.

## Північний полюс недосяжності

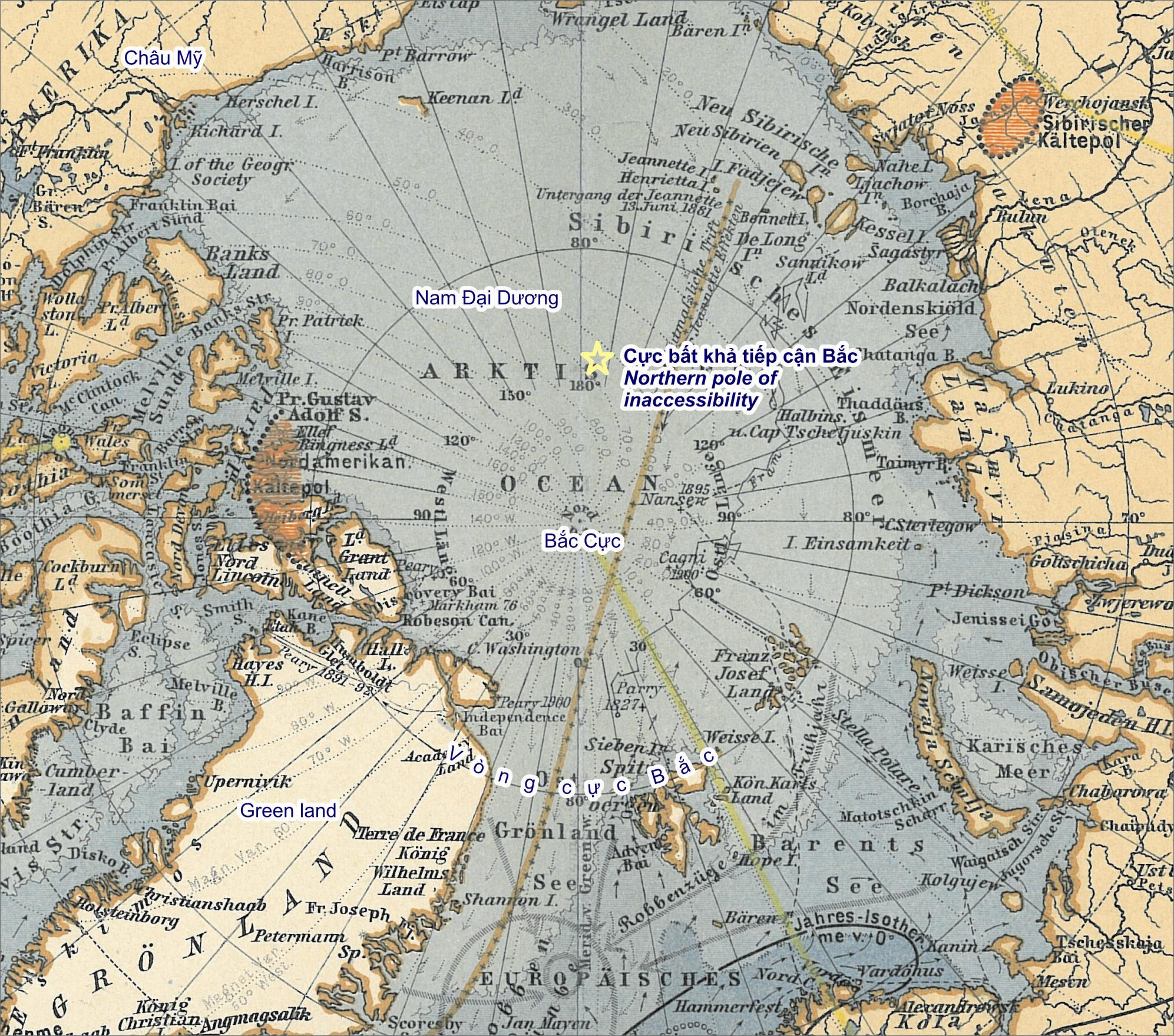
Карта Північного Льодовитого океану, північний полюс недосяжності видно над географічним Північним полюсом

Північний полюс недосяжності (84°03′ пн. ш. 174°51′ зх. д. / 84.050° пн. ш. 174.850° зх. д.) знаходиться в Північному Льодовитому океані на відстані 661 км від Північного полюса, 1453 км від мису Барроу на Алясці, найближчі точки суходолу — острів Елсмір та архіпелаг Земля Франца-Йосипа, розташовані на відстані 1094 км.
Деякі джерела вказують, що першою людиною, якій вдалося досягти цієї точки по суші, був Волтер Герберт, який дістався до полюса на собачій упряжці в 1968.
В 1986 радянська експедиція під проводом Дмітрія Шпаро досягла північного полюса недоступності в умовах полярної ночі

## Південний полюс недосяжності

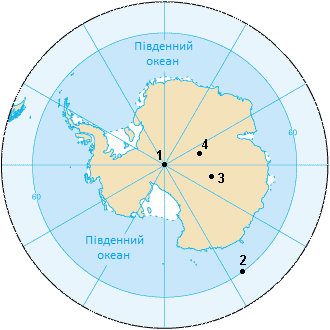
1. Південний полюс
2. Південний магнітний полюс (2007)
3. Південний геомагнітний полюс
4. Південний полюс недосяжності

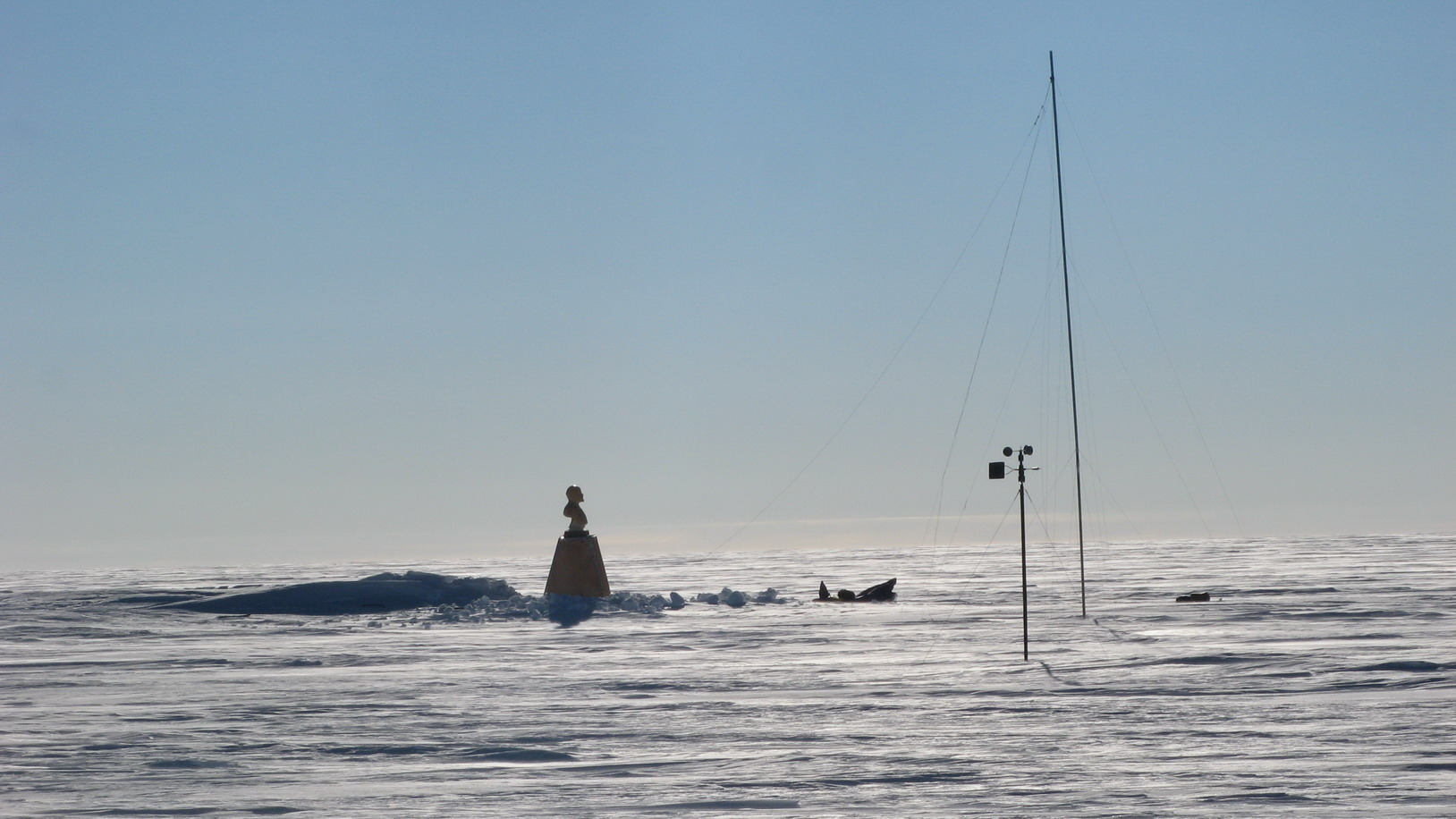
Колишня радянська дослідницька станція, 19 січня 2007.

Південний полюс недосяжності розташований в Антарктиді, в точці найбільшого віддалення від морських берегів. Оскільки точне обчислення меж суходолу на континенті практично неможливе завдяки кризі, що його покриває, та її руху, існує кілька варіантів розрахування координат полюсу недосяжності.
Найуживанішим варіантом розташування є координати колишньої радянської дослідницької станції рос. Советская: 82°06′ пд. ш. 54°58′ сх. д. / 82.100° пд. ш. 54.967° сх. д.. Інші джерела вказують координати 83°06′ пд. ш. 54°58′ сх. д. / 83.100° пд. ш. 54.967° сх. д. — точка, розташована на відстані 878 км від Південного полюсу на висоті 3718 м. Одне з найсуворіших місць на землі, ця точка була вперше досягнута людиною 14 грудня 1958 під час 3-ї Радянської Антарктичної експедиції, яка заснувала там дослідницьку станцію. Пізніше станцію було покинуто, від неї залишилася сама будівля та бюст Леніна.
Використовуючи інші критерії, Інститут полярних досліджень Скотта вказує розташування полюса, як 85°50′ пд. ш. 65°47′ сх. д. / 85.833° пд. ш. 65.783° сх. д.. Згідно з інформацією на сайті ThePoles.com, якщо не враховувати земну поверхню Антарктиди, найвіддаленіша від моря точка розташована на 82°53′14″ пд. ш. 55°4′30″ сх. д. / 82.88722° пд. ш. 55.07500° сх. д., враховуючи крижане покриття, її розташування можна визначити, як 83°50′37″ пд. ш. 65°43′30″ сх. д. / 83.84361° пд. ш. 65.72500° сх. д.. Ця точка була розрахована Британським антарктичним центром.
Американська експедиція досягнула південного полюсу недосяжності кількома роками пізніше за радянську, ще одна радянська експедиція досягла його в 1967.
14 грудня 2005 Рамон Лараменді (ісп. Ramón Larramendi), Хуан Мануель Вію (ісп. Juan Manuel Viu) та Ігнасіо Офісьялдегі (ісп. Ignacio Oficialdegui) — члени Іспанської трансантарктичної експедиції досягли точки, визначеної Британським антарктичним центром, на упряжці оленів.
4 грудня 2006 розпочалася англо-канадська експедиція, що ставила за мету досягнути радянської станції без використання механічних транспортних засобів. Експедиція досягла станції 20 січня 2007, статуя Леніна чудово збереглася.

## Океанічний полюс недосяжності

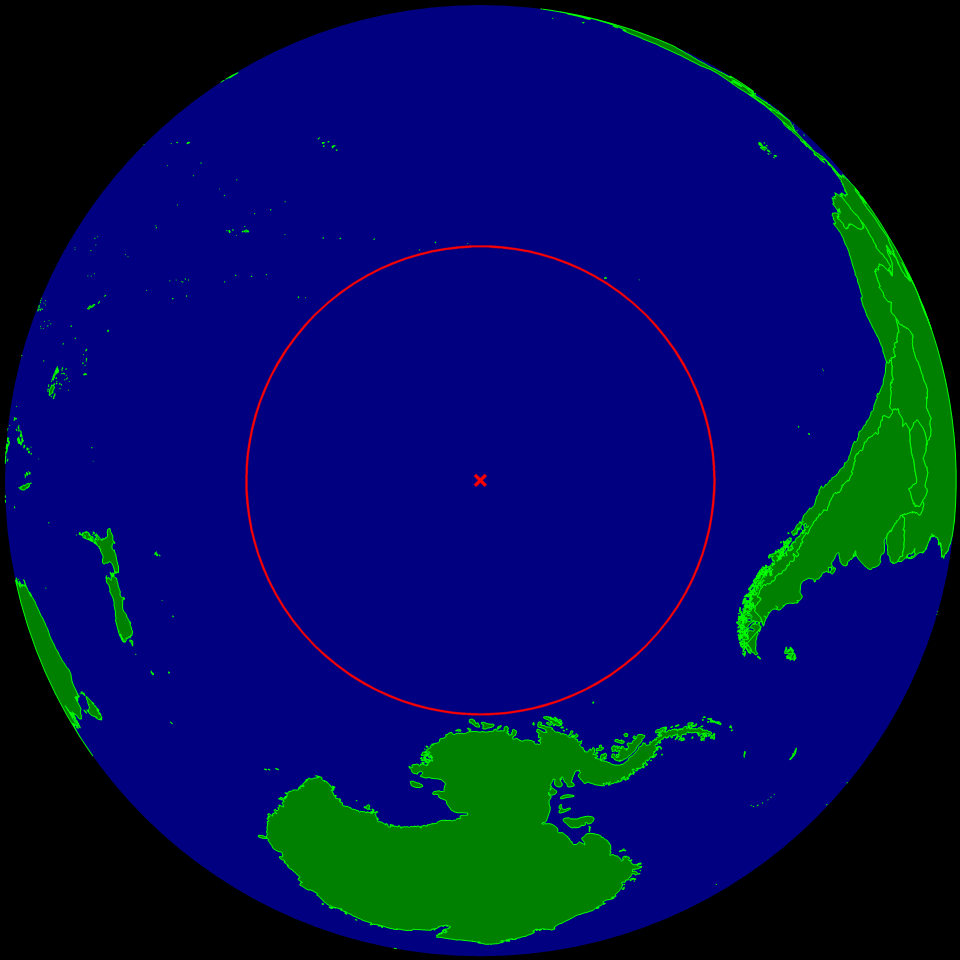
Океанічний полюс недосяжності

Океанічний полюс недосяжності (48°52.6′ пд. ш. 123°23.6′ зх. д. / 48.8767° пд. ш. 123.3933° зх. д.) — географічна точка в океані, найвіддаленіша від будь-якого суходолу. Ця точка знаходиться в Тихому океані на відстані 2688 км від найближчої землі: острова Дюсі, що входить до архіпелагу Піткерн на півночі, Моту-Нуї (належить до острова Пасхи) на північному сході та острова Маер (знаходиться поблизу більшого за розміром острова Сипл неподалік від узбережжя Землі Мері Берд в Антарктиді) на півдні. Далі на захід знаходяться острови Чатем, а на схід — Чилі. Ця точка також іноді називається «Точка Немо» на честь головного персонажа роману Двадцять тисяч льє під водою Жуля Верна..

## Континентальні полюси недосяжності

### Євразія

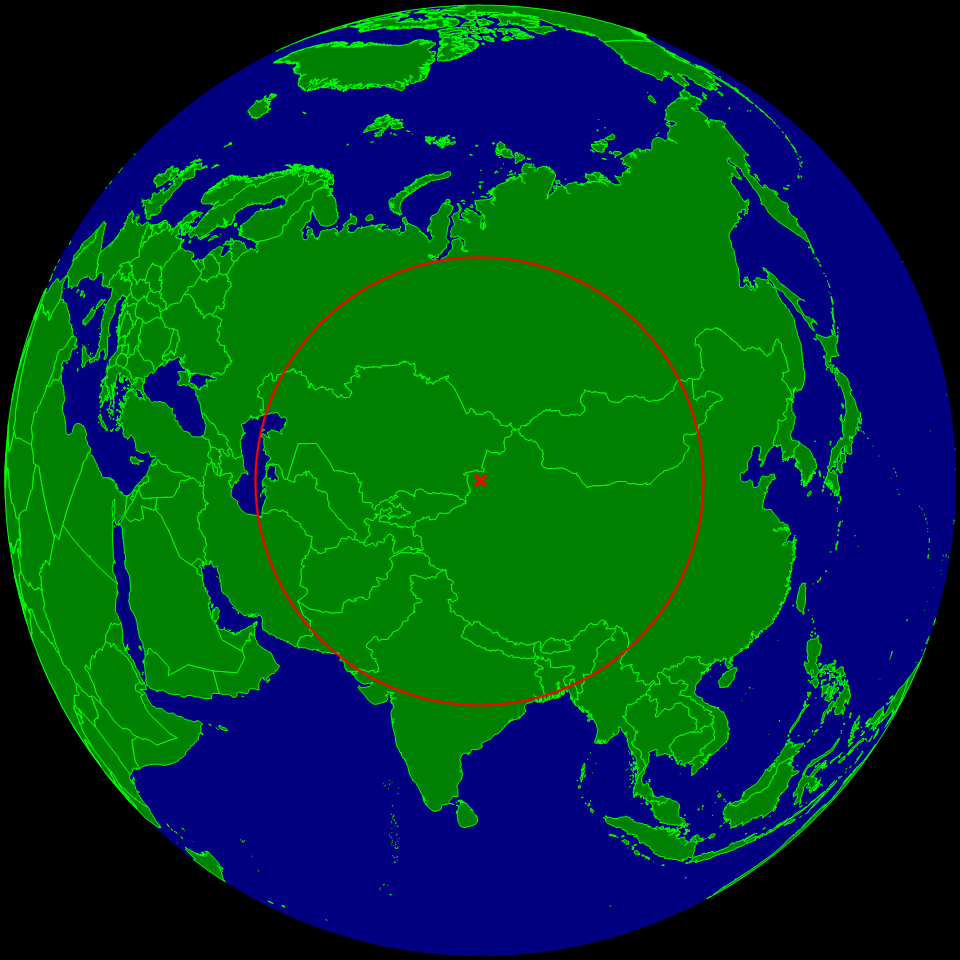
Євразійський полюс недосяжності EPIA1

Євразійський полюс недосяжності знаходиться в точці з координатами 46°17′ пн. ш. 86°40′ сх. д. / 46.283° пн. ш. 86.667° сх. д., найвіддаленішій від океану, на північному заході Китаю, поблизу кордону з Казахстаном. Попередні розрахунки вказували, що ця точка знаходиться на відстані 2645 км від найближчого узбережжя, та на відстані прибл. 320 км на північ від міста Урумчі в Сіньцзян-Уйгурському автономному районі Китаю, в пустелі Гюрбантюгют (кит.: 古尔班通古特沙漠; піньїнь: Gǔ'ěrbāntōnggǔtè Shāmò). Найближчі людські поселення — Хоштолгай ({кит.: 和什托洛盖镇; піньїнь: Héshítuōluògài Zhèn) з координатами 46°34′ пн. ш. 85°58′ сх. д. / 46.567° пн. ш. 85.967° сх. д., на відстані прибл. 50 км на північний захід, Ксазгат з координатами 46°20′ пн. ш. 86°22′ сх. д. / 46.333° пн. ш. 86.367° сх. д., на відстані прибл. 20 км на захід та Сулук з координатами 46°15′ пн. ш. 86°50′ сх. д. / 46.250° пн. ш. 86.833° сх. д., на відстані прибл. 10 км на схід.
Проте, попередні розрахунки координат полюсу не враховують Обську губу як частину океану і нещодавні дослідження пропонують дві інших точки як такі, що розташовані на найбільшій відстані від океану: EPIA1 44°17′ пн. ш. 82°11′ сх. д. / 44.29° пн. ш. 82.19° сх. д. та EPIA2 45°17′ пн. ш. 88°08′ сх. д. / 45.28° пн. ш. 88.14° сх. д., розташовані, відповідно, на відстані 2510±10 км та 2514±7 км від океану.

### Північна Америка
В Північній Америці континентальний полюс недосяжності розташований на південному заході Південної Дакоти (США) приблизно за 10 км на південний схід від м. Кайл, на відстані 1650 км від найближчого морського узбережжя 43°22′ пн. ш. 101°58′ зх. д. / 43.36° пн. ш. 101.97° зх. д..

### Південна Америка
В Південній Америці континентальний полюс недосяжності знаходиться в Бразилії (14°03′ пд. ш. 56°51′ зх. д. / 14.05° пд. ш. 56.85° зх. д.), поблизу м. Аренаполіс.

### Австралія
Континентальний полюс недосяжності в Австралії розташований в точці з координатами 23°10′ пд. ш. 132°16′ сх. д. / 23.17° пд. ш. 132.27° сх. д. або 23°2′ пд. ш. 132°10′ сх. д. / 23.033° пд. ш. 132.167° сх. д., на відстані 920 км від найближчого узбережжя. Найближче місто — Папуня (англ. Papunya), Північна територія, розташоване на відстані бл. 30 км на південний захід.

### Африка
Африканський полюс недосяжності знаходиться в точці з координатами 5°39′ пн. ш. 26°10′ сх. д. / 5.65° пн. ш. 26.17° сх. д. на відстані 1814 км від узбережжя, неподалік від потрійного стику кордонів Центральноафриканської республіки, Південного Судану та Демократичної республіки Конго, поблизу міста Обо.